# 四十二式太极拳
1989年中國武術研究院為國際武術競賽需要，並去除傳統套路以門派、家族為本之色彩，組織了多位由各門派外姓弟子創編了四十二式太極拳競賽套路。整套拳術以楊式為基礎，再結集了陳、吳、武、孫式的動作，取其精髓，成為供比賽用之競賽套路，以別於傳統用以搏擊之太極拳。
四十二式分别为：起势/右揽雀尾/左单鞭/提手/白鹤亮翅/搂膝拗步/撇身捶/捋挤势/进步搬拦捶/如封似闭/开合手/右单鞭/肘底捶/转身推掌/玉女穿梭/右左蹬脚/. 掩手肱捶/野马分鬃/云手/独立打虎/右分脚/双峰贯耳/左分脚/转身拍脚/进步栽捶/斜飞势/单鞭下势/金鸡独立/退步穿掌/虚步压掌/独立托掌/马步靠/转身大捋/歇步擒打/穿掌下势/上步七星/退步跨虎/转身摆莲脚/弯弓射虎/左揽雀尾/十字手/收势